# Roque Esteban Scarpa Straboni
Roque Esteban Scarpa Straboni (Punta Arenas, 26. ožujka 1914. – Santiago de Chile, 11. siječnja 1995.), čileanski pisac, književni kritičar, akademik i znanstvenik.

## Životopis
Rodio se u Punta Arenasu 1914. godine. Sin je hrvatskog doseljenika rođenog u Hrvatskoj. Otac mu je Hrvat iz Staroga Grada na Hvaru, a mati Talijanka.
Studirao je na kolegijuSan José kod salezijanaca. Utemeljio je školsku reviju Germinal i vodio je književnu skupinu Revelación. S 15 je godina završio školu te je išao u Santiago studirati kemiju i ljekarništvo.
Predavao je književnost na čileanskom sveučilištu. Bio je akademikom Čileanske akademije jezika. 1943. je utemeljio kazalište Čileanskog katoličkog sveučiišta. Bio je ravnateljem Čileanske nacionalne knjižnice 1967. – 1971. i 1973. – 1977. godine. 
Pisao je književne kritike za listove El Mercurio i La Aurora. Objavio je studije o Lorci, Albertiju, Mannu i Gabrieli Mistral.
Na Scarpina (Škarpa) djela velik je hrvatski utjecaj, što je sâm rekao za svoje pjesništvo. Očevu domovinu Hrvatsku je jednom posjetio, obišavši očev rodni grad. Oduševio se gradom i njegovom kulturom, shvativši da očevo zanimanje za hrvatsku kulturu nije bila puka nostalgija. Nagrađeni čileanski književnik i akademik M. Larrain naziva Škarpu "pjesnikom božanske književnosti".
Kazimiru Brunoviću je posvetio pjesmu Prozori.

## Nagrade
- čileanska nacionalna književna nagrada 1980. godine
- La Gran Cruz de Alfonso X, el sabio u Španjolskoj.

## Djela
- Dos poetas españoles: Federico García Lorca, Rafael Alberti (1935.)
- Mortal mantenimiento (1942.)
- Cancionero de Hammud (1942.)
- Luz de ayer (poesía 1940-45) (1951.)
- Thomas Mann. Una personalidad en una obra (1961.)
- Una mujer nada de tonta (1976.)
- El árbol deshojado de sonrisas (1977.)
- No tengo tiempo: (poesía 1976) (1977.)
- La desterrada en su patria: Gabriela Mistral en Magallanes: 1918-1920 (1977.)
- El laberinto sin muros (1981.)

## Vanjske poveznice
- Roque Esteban Scarpa en Memoria Chilena  Arhivirana inačica izvorne stranice od 18. studenoga 2007. (Wayback Machine)